# Afrikaanse Solidariteit voor Democratie en Onafhankelijkheid
Afrikaanse Solidariteit voor Democratie en Onafhankelijkheid (Solidarité Africaine pour la Démocratie et l'Indépendance) is een politieke partij in Mali, Afrika.
De partij werd in 1996 opgericht door Cheick Oumar Sissoko en Oumar  Mariko. Sissoko is voorzitter van de partij en Mariko heeft als secretaris-generaal de leidende functie van de partij in handen.
De partij is links georiënteerd en gaat uit van een panafrikaanse ideologie. Internationaal is de partij geaffilieerd met de ICS, een communistische groepering die georganiseerd is door de Partij van de Arbeid van België.
Na de verkiezingen van 2002 won de partij zes van de 147 zetels. Hierna nam Sissoko deel in de regering als minister van cultuur, waar Mariko het mee oneens was. Sissoko nam ook deel aan de regering van 2004.